# Њу Брансвик (Њу Џерзи)
Њу Брансвик (енгл. New Brunswick) град је у америчкој савезној држави Њу Џерзи. По попису становништва из 2010. у њему је живело 55.181 становника.

## Демографија
Према попису становништва из 2010. у граду је живело 55.181 становника, што је 6.608 (13,6%) становника више него 2000. године.
| Група             | 2000.          | 2010.          |
| Белци             | 15.964 (32,9%) | 14.761 (26,8%) |
| Афроамериканци    | 11.185 (23,0%) | 8.852 (16,0%)  |
| Азијати           | 2.584 (5,3%)   | 4.195 (7,6%)   |
| Хиспаноамериканци | 18.947 (39,0%) | 27.553 (49,9%) |
| Укупно            | 48.573         | 55.181         |